# Force aérienne royale saoudienne
La Force aérienne royale saoudienne (en arabe : القوات الجوية الملكية السعودية, al-quwwāt al-ğawwiyyah al-malakiyyah as-suʿūdiyyah) – en anglais : Royal Saudi Air Force ou RSAF – est la composante aérienne des forces armées saoudiennes. Elle a aujourd'hui la troisième flotte, en importance, de F-15 après la JASDF et l'USAF.
Son épine dorsale est actuellement le Boeing F-15 Eagle, avec le Panavia Tornado, formant également une composante majeure dans la force aérienne saoudienne. Elle a commandé diverses armes dans les années 1990, y compris le missiles anti-navires Sea Eagle, des bombes guidées laser et des bombes à gravité. Al-Salam, un successeur aux accords d'Al Yamamah, qui voit la livraison de 72 Eurofighter Typhoon par BAE.

## Histoire

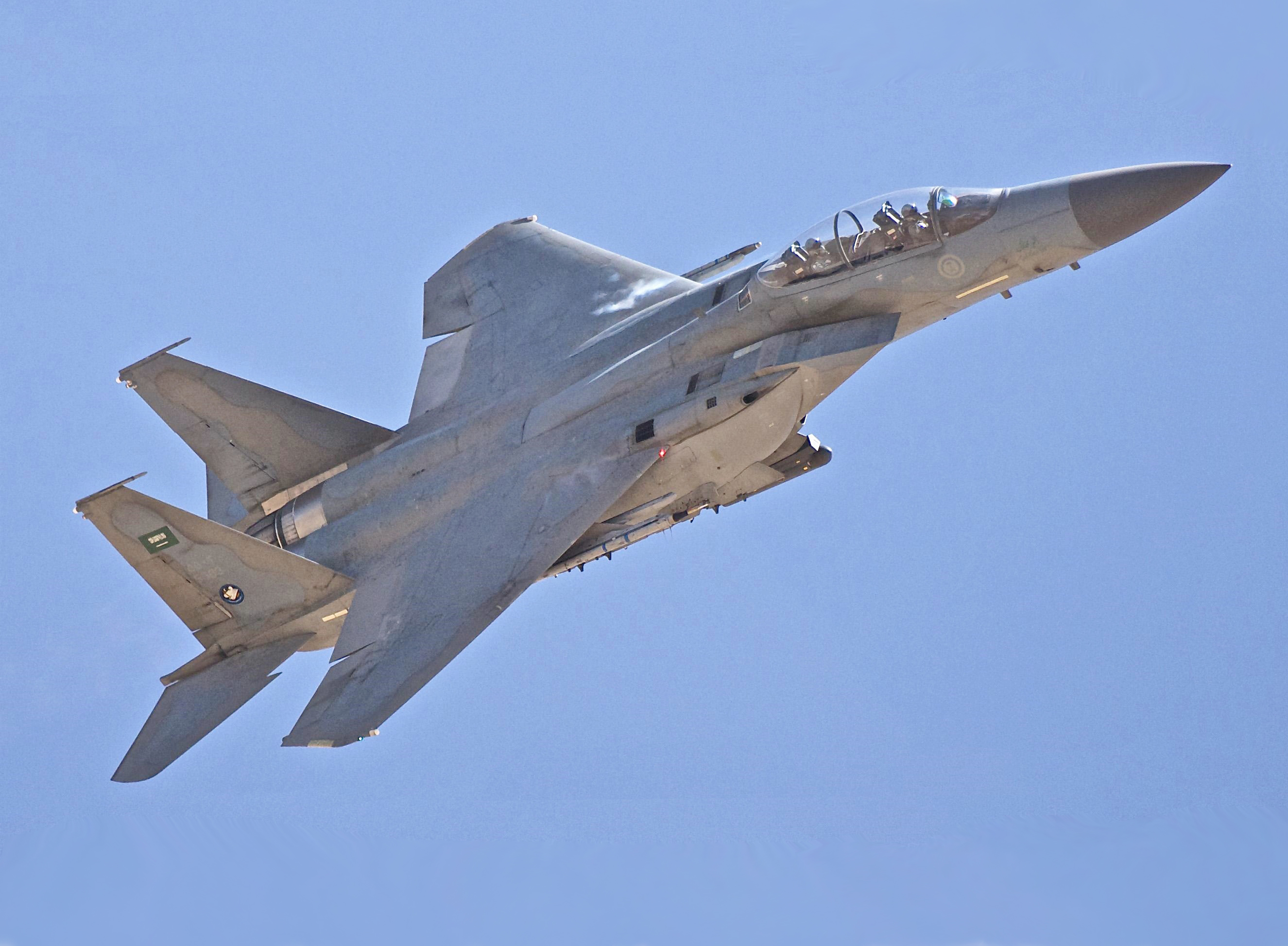
F-15 Eagle da la RSAF

La RSAF a été formé dans le milieu des années 1920 avec l'aide du Royaume-Uni. Elle fut réorganisée en 1950 et commença à recevoir une assistance américaine à partir de 1952, grâce à l'utilisation de Dhahran par l'U.S Air Force.
Les forces saoudiennes sont essentiellement équipées de matériels occidentaux. Ses principaux fournisseurs sont des entreprises venant du Royaume-Uni et des États-Unis. Tant le Royaume-Uni et les États-Unis sont impliqués dans des programmes de formation menés en Arabie saoudite.

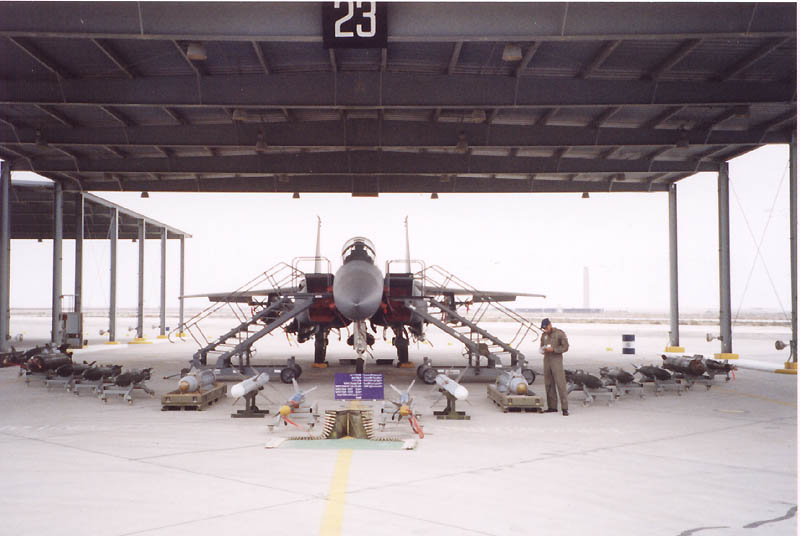
F-15S Eagle de la RSAF dans une base

Pour les normes du Moyen-Orient, les forces armées de l'Arabie saoudite sont relativement petites. Elles sont cependant pourvues de matériels de pointe. Sa force de chasse est formée de 134 Tornado (dont le célèbre lot de 48 Tornado IDS commandé en 1993 dans le cadre du programme Al Yamamah II) et d'une centaine de Boeing F-15 plus ou moins récents. La formation de ses pilotes est réalisée sur les Pilatus PC-9, BAe Hawk, Boeing F-15D Eagle et le Northrop F-5F Tiger II. Le C-130 est le pilier de la flotte de transport et est assisté par le CASA CN-235. La reconnaissance est effectuée par le 17 Squadron avec leurs RF-5E. Le Boeing E-3A est la plate-forme aéroportée de détection lointaine : il est exploité par le 18 Squadron à cinq exemplaires.
La flotte de soutien VIP se compose d'une grande variété d'aéronefs immatriculés dans le civil tels que le Boeing 707, B737 et B747, Lockheed L-1011 TriStar, le McDonnell Douglas MD-11 et Gulfstream III ainsi que le Lockheed L-100-30. Le préfixe HZ utilisé dans les enregistrements de ces avions civils est une survivance de l'ancien nom du territoire (Hedjaz).

## Escadres
Les unités de la Royal Saudi Air Force sont divisés en escadres, dispersés à travers les sept bases aériennes du pays.

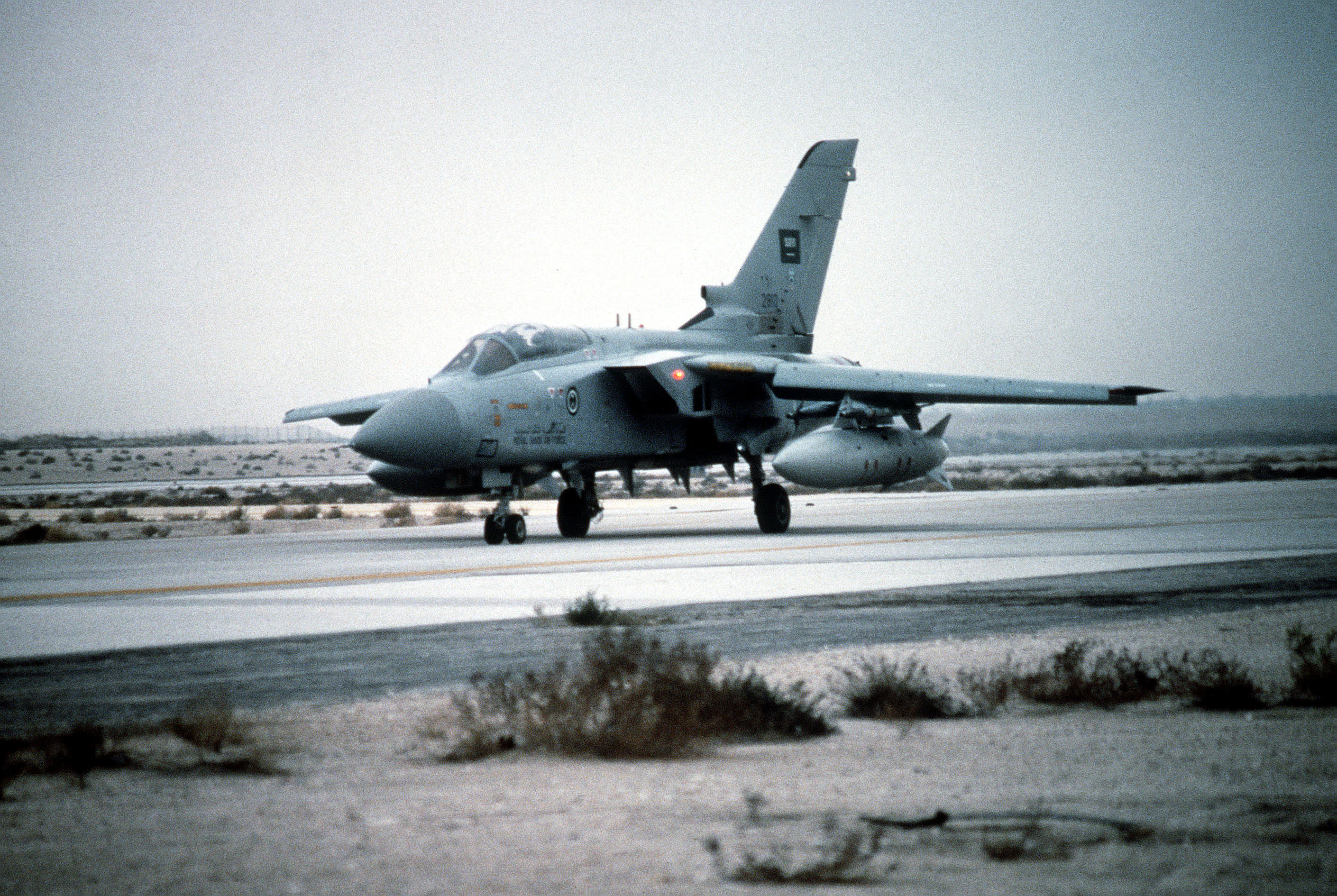
Tornado F3 durant l'Opération Tempête du désert.

- RSAF Wing 1 à Hafar Al-Batin
- RSAF Wing 2 à Taëf
- RSAF Wing 3 à Dhahran
- RSAF Wing 4 à Riyad
- RSAF Wing 5 à Khamis Mushait
- RSAF Wing 6 à Al Kharj
- RSAF Wing 7 à Tabuk
- RSAF Wing 8 à Djeddah
- RSAF Wing 11 à Dhahran

## Aéronefs

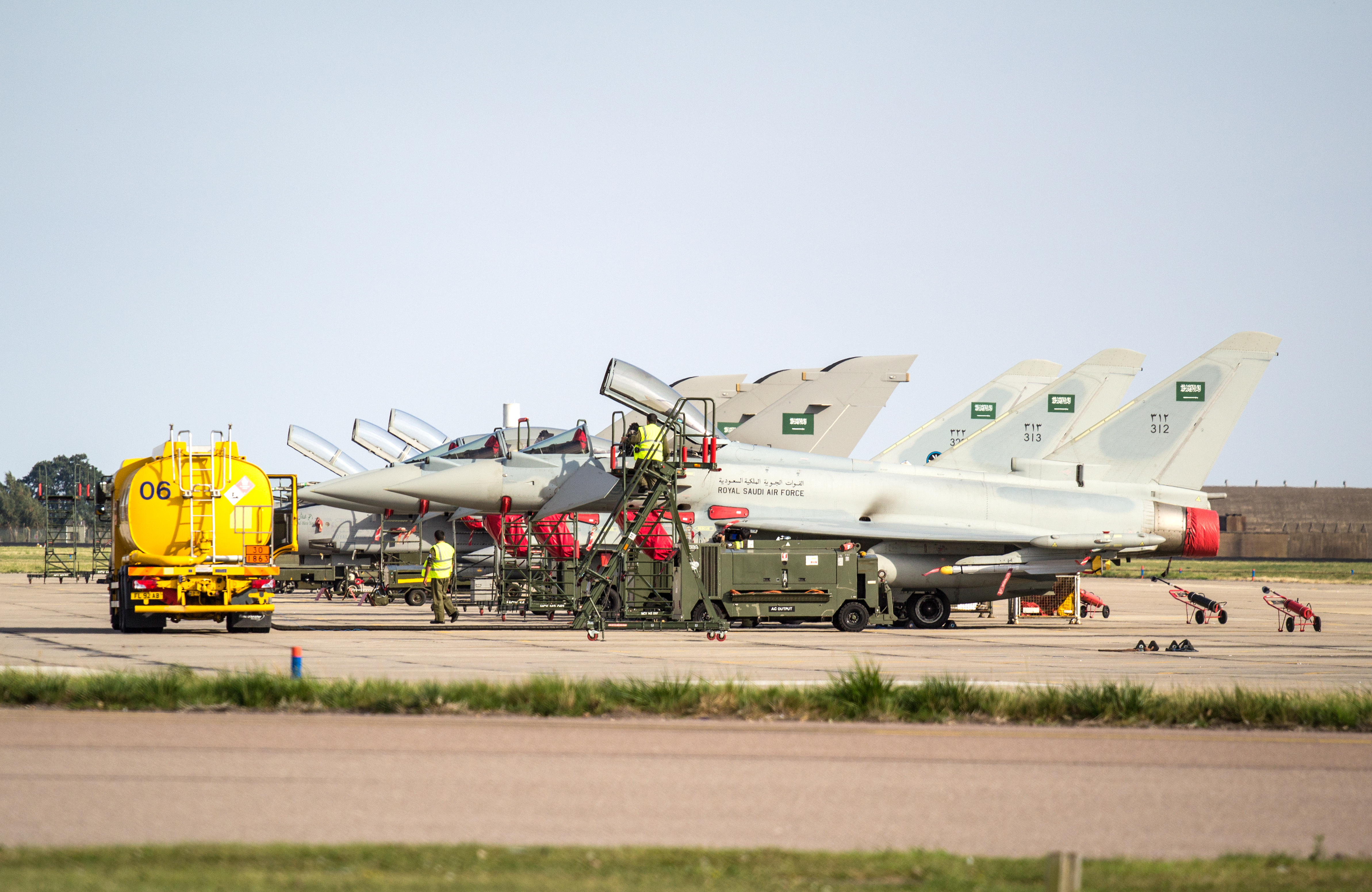
Eurofighter Typhoon saoudien.

Le 12 août 2009, l'United Press International a rapporté que l'Arabie saoudite était la recherche de mises à niveau pour sa flotte aérienne d'E-3 et d'avions ravitailleurs.
En octobre 2010, l'achat de nouveaux hélicoptères pour l'Aviation des forces terrestres royales saoudiennes ou celle de la garde nationale fut rapporté, le pays envisagerait d'acheter 72 UH-60M, 36 AH-6I, 36 AH-64D et 12 MD530. La demande n'a pas encore été approuvée à cette date.

### Flotte actuelle de la force aérienne
| Aéronefs                         | Origine                              | Type                                          | En service en 2021 | En service en 2023 | Versions                              | Notes                                                                                               |
| Avion de chasse                  | Avion de chasse                      | Avion de chasse                               | Avion de chasse    | Avion de chasse    | Avion de chasse                       | Avion de chasse                                                                                     |
| -------------------------------- | ------------------------------------ | --------------------------------------------- | ------------------ | ------------------ | ------------------------------------- | --------------------------------------------------------------------------------------------------- |
| McDonnell Douglas F-15 Eagle     | États-Unis                           | Avion de chasse                               | 56 20 67 8         | 210 (au total)     | F-15C F-15D F-15S F-15SA              | F-15SA 151 exemplaires commandé en cours de livraison. Les F-15S sont améliorés en version SA.      |
| Panavia Tornado                  | Allemagne Italie Royaume-Uni         | Avion multirôle                               |                    | 81                 | IDS GR.1A                             | |
| Eurofighter Typhoon              | Allemagne Espagne Italie Royaume-Uni | Avion multirôle                               | 53 18              | 71                 | T2 T3A                                | T2 54 exemplaires initialement                                                                      |
| Total                            | Total                                | Total                                         | 302                | +362               |                                       | |
| Avion de transport               |                                      |                                               |                    |                    |                                       | |
| Lockheed C-130 Hercules          | États-Unis                           | Avion de transport                            | 30                 | 38                 | C-130H                                | |
| Beechcraft King Air              | États-Unis                           | Avion de transport de personnel               | 10+                | 10+                | 350 King Air                          | |
| CASA CN-235                      | Espagne/ Indonésie                   | Avion de transport                            | 4                  | N/C                | CN-235M-10                            | |
| Handley Page Jetstream (en)      | Royaume-Uni                          | Avion de ligne régional                       | 1                  | 1                  | Mk31                                  | |
| Lockheed C-130J Super Hercules   | États-Unis                           | Avion de Transport                            | 20                 |                    | C-130J-30                             | |
| Antonov An-132                   | Ukraine/ Arabie saoudite             | Avion de Transport/Avion Ravitailleur         | 1                  | 0                  | An-132                                | 100 seront produit sous licence. Partenariat annulé en 2019.                                        |
| Antonov An-148                   | Ukraine                              | Avion de Transport                            | 4                  |                    | An-148                                | Commandés                                                                                           |
| Avion ravitailleur & AWACS       |                                      |                                               |                    |                    |                                       | |
| Lockeed KC-130 Hercules          | États-Unis                           | Avion Ravitailleur                            | 7                  | 7 2                | KC-130H KC-130J                       | |
| Airbus A330 MRTT                 | Union européenne                     | Avion de transport & de ravitaillement en vol | 6                  | 6                  |                                       | |
| Boeing E-3 Sentry                | États-Unis                           | AWACS Ravitaillement ELINT                    | 5 7 2 1            | 6                  | E-3A KE-3A RE-3A RE-3B                | |
| Saab 2000                        | Suède                                | AWACS                                         | 2                  | 2                  | Saab 2000 Erieye                      | |
| Avion d'entraînement             |                                      |                                               |                    |                    |                                       | |
| BAe Hawk                         | Royaume-Uni                          | Avion d'entraînement avancé                   | 24 16              | 81                 | Hawk Mk. 65 Hawk Mk. 65A Hawk Mk. 165 | 44 commandés                                                                                        |
| Pilatus PC-21                    | Suisse                               | Avion d'entraînement avancé                   | 50+                | 55                 |                                       | 55 commandés                                                                                        |
| Cirrus SR22                      | États-Unis                           | Avion d'entraînement                          | 25                 | 24                 | SR22T                                 | |
| PAC MFI-17 Mushshak (en)         | Pakistan                             | Avion d'entraînement                          | 40                 | 20                 |                                       | |
| Hélicoptères de l'armée de l'air |                                      |                                               |                    |                    |                                       | |
| Agusta-Bell AB.212               | Italie/ États-Unis                   | Hélicoptère utilitaire                        | 37                 | 20                 |                                       | |
| Bell 412                         | États-Unis                           | Hélicoptère utilitaire                        | 27                 | 15                 | AB-412 Twin Huey (SAR)                | |
| Eurocopter AS-332 Super Puma     | France                               | Hélicoptère de lutte sous-marin               | 20                 |                    | B1 M1 F1S1 F1S2                       | |
| Eurocopter AS532 Cougar          | France                               | Hélicoptère de recherche et de sauvetage      | 10                 | 10                 | AS532                                 | En dotation dans l'aéronavale                                                                       |
| Drones                           |                                      |                                               |                    |                    |                                       | |
| Wing Loong I                     | Chine                                | Drone de reconnaissance et d'attaque          | N/C                | N/C                |                                       | |
| CH-4 Rainbow                     | Chine                                | Drone de reconnaissance et d'attaque          | N/C                | N/C                |                                       | |
| Akinci                           | Turquie                              | Drone de reconnaissance et d’attaque          | N/C                | N/C                |                                       | Commande effectuée récemment.                                                                       |
| Hélicoptères des autres branches |                                      |                                               |                    |                    |                                       | |
| Eurocopter AS532 Cougar          | France                               | Hélicoptère de recherche et de sauvetage      | 12                 | 12                 | AS565                                 | En dotation dans l'aéronavale                                                                       |
| Eurocopter AS365 Dauphin         | France                               | Hélicoptère de recherche et de sauvetage      | 24                 | 6                  | AS-364                                | En dotation dans l'armée de terre.                                                                  |
| Boeing AH-64 Apache              | États-Unis                           | Hélicoptère de Combat                         | 11 36              | 11 36              | AH-64A AH-64E                         | 12 autres commandés en Mars 2017. Pas en dotation dans l'armée de l'air mais dans l'armée de terre. |
| Sikorsky UH-60 Black Hawk        | États-Unis                           | Hélicoptère utilitaire                        | ~100               | 22 36 9            | UH-60 S-70A-1 S-70A-L1                | En dotation dans l'armée de terre.                                                                  |
| Boeing CH-47F                    | États-Unis                           | Hélicoptère de transport                      | 48                 |                    | CH-47F Chinook                        | Commandés en Décembre 2016                                                                          |
| Bell OH-58 Kiowa                 | États-Unis                           | Hélicoptère de reconnaissance                 |                    | 28                 | 406CS                                 | En dotation dans l'aéronavale et dans l'armée de terre.                                             |
| Schweizer 333                    | États-Unis                           | Hélicoptère léger                             |                    | 19                 |                                       | En dotation dans l'armée de terre.                                                                  |

### Anciens aéronefs de la force aérienne
- Avions d'entraînement
  - Pilatus PC-9 : 30 appareils (c/n 108 à 143 / immatriculation 2201 à 2215 et 4201 à 4215) livré en 1987 - 1988 et 20 autres (c/n 225 à 244 / immatriculation 901 à 920) livrés en 1995 - 1996. L'avion 2204 (c/n 111) était auparavant immatriculé ZK119 chez British Aerospace et la dernière série (c/n 225 à 244) a reçu un temps des immatriculations britanniques militaires (ZH975 à ZH994). Le PC-9 2209 (c/n 122) a été accidenté le 9 novembre 2009, le 4215 (s/n 143) le 29 avril 19982. Le PC-9 902 (s/n 226) est exposé. 47 appareils sont retirés du service entre 2014 et 2018, remplacés par 55 Pilatus PC-21.

### Flotte Royale
| Aéronefs                | Origine            | Type                       | En service         | Versions           | Notes              |                    |
| Avion de transport      | Avion de transport | Avion de transport         | Avion de transport | Avion de transport | Avion de transport | Avion de transport |
| ----------------------- | ------------------ | -------------------------- | ------------------ | ------------------ | ------------------ | ------------------ |
| Lockheed C-130 Hercules | États-Unis         | Transport de VIP           | 5 3                | VC-130H L-100-30   |                    |                    |
| Boeing Business Jet     | États-Unis         | Transport de VIP           | 1                  | BBJ1 BBJ2 737-200  |                    |                    |
| Boeing 747              | États-Unis         | Transport de VIP           | 2                  | 747-300 747SP      |                    |                    |
| Airbus A340             | Union européenne   | Transport de VIP           | 1                  |                    |                    |                    |
| BAe 125                 | Royaume-Uni        | Avion de transport         | 4                  | BAe-125-800        |                    |                    |
| Gulfstream III          | États-Unis         | Avion de transport         | 2                  |                    |                    |                    |
| Gulfstream IV           | États-Unis         | Avion de transport médical | 1                  |                    |                    |                    |
| Cessna 310              | États-Unis         | Avion de transport         | 1                  |                    |                    |                    |
| Learjet 35              | États-Unis         | Avion de transport         | 2                  | Learjet 35A        |                    |                    |
| Hélicoptère             |                    |                            |                    |                    |                    |                    |
| Sikorsky S-61           | Italie/ États-Unis | Hélicoptère de transport   | 2                  | AS-61A-4           |                    |                    |
| Sikorsky S-70           | États-Unis         | Hélicoptère de transport   | 1                  | S-70 Black Hawk    |                    |                    |
| Agusta-Bell AB.212      | Italie/ États-Unis | Hélicoptère utilitaire     | N/A                |                    |                    |                    |

## Armement
[Quand ?]
| Nom                      | Fonction             | Recu  | Origine              | Image |
| ------------------------ | -------------------- | ----- | -------------------- | ----- |
| AGM-114 Hellfire         | Missile antichar     | 2954  | États-Unis           |       |
| Euromissile HOT          | Missile antichar     | 3500  | France               |       |
| HOT 2                    | Missile antichar     | 249   | France               |       |
| Bill 2                   | Missile antichar     | 200   | Suède                |       |
| Nord SS.11               | Missile antichar     | 2000  | France               |       |
| BGM-71 TOW               | Missile antichar     | 10738 | États-Unis           |       |
| BGM-71C ITOW             | Missile antichar     | 2538  | États-Unis           |       |
| BGM-71D TOW-2            | Missile antichar     | 6210  | États-Unis           |       |
| BGM-71E TOW-2A           | Missile antichar     | 5131  | États-Unis           |       |
| AGM-84L Harpoon Block II | Mmissile anti-navire | N/C   | États-Unis           |       |
| AS-15TT                  | Mmissile anti-navire | 254   | France               |       |
| AM39 Exocet              | Mmissile anti-navire | N/C   | France               |       |
| AGM-65 Maverick          | Missile air-sol      | N/C   | États-Unis           |       |
| Brimstone                | Missile de croisière | N/C   | Royaume-Uni          |       |
| Storm Shadow             | Missile de croisière | N/C   | France - Royaume-Uni |       |
| ALARM                    | Missile anti-radar   | N/C   | Royaume-Uni          |       |
| JDAM                     | Bombe guidé GPS      | N/C   | États-Unis           |       |
| FT-9 (en)                | Bombe guidé GPS      | N/C   | Chine                |       |
| Paveway II               | Bombe guidé laser    | N/C   | États-Unis           |       |
| Paveway IV (en)          | Bombe guidé laser    | N/C   | États-Unis           |       |